# Uaxe
Uaxe (Waš) foi supostamente um faraó (rei) do Baixo Egito, coetâneo de Narmer (ca. 3 100 a.C.) do Alto Egito. Seu nome, se admitido que se trata de um antropônimo, aparece gravado sobre a representação de um líder capturado por Narmer e prestes a ser golpeado com a sua clava. A hipótese é plausível, pois há similaridades com a representação do chefe líbio (Hedjuaxe) derrotado por Mentuotepe II (r. 2055–2004 a.C.).